# Immer Ärger mit Hochwürden
Pour plus de détails, voir Fiche technique et Distribution.
Immer Ärger mit Hochwürden (en français, Toujours des ennuis avec le révérend) est un film allemand réalisé par Harald Vock, sorti en 1972.
Il s'agit d'une suite autonome de Hochwürden drückt ein Auge zu (de), du même réalisateur et scénariste, sorti l'année précédente.

## Biographie
Le père Himmelreich et Thomas Springer sont en désaccord : après qu'un fonctionnaire découvre qu'une île du Wörthersee appartient à la commune, il propose de vendre le terrain. Himmelreich envisage de construire un orphelinat sur l'île, tandis que Springer envisage de construire un centre touristique. À l'approche de l'élection communale, le bourgmestre sortant, qui ne se représente pas, refuse de trancher maintenant entre les deux plans, le reportant à après l'élection. Pour Springer et Himmelreich, il est clair que les deux se présenteront eux-mêmes pour avoir le pouvoir.
Springer commence à couvrir la petite ville d'affiches électorales, tandis que Himmelreich, avec un budget beaucoup plus restreint, ne peut pas suivre. De plus petites escarmouches, comme peindre les affiches de Springer, sont suivies d'actions plus importantes ; de cette façon, Springer et Himmelreich apprennent indépendamment que l'autre est invité à une réunion par le ministre-président. Springer se déguise en Himmelreich et Himmelreich en Springer : les deux apparaissent en même temps devant le ministre-président et présentent l'autre sous le pire jour possible. Le comportement inapproprié du prêtre est signalé à l'évêque, qui veut immédiatement voir la situation par lui-même. Pendant ce temps, Himmelreich et Springer continuent la guerre : Himmelreich sabote l'inauguration par Springer d'un télésiège, qui blesse Puncher, et Springer sabote à son tour l'inauguration par Himmelreich d'un nouveau tronçon d'autoroute.
L'évêque arrive en ville peu avant l'élection du bourgmestre et convainc Himmelreich de renoncer à son élection. À contrecœur, il cède, les citoyens sont déçus. Cependant, Himmelreich apprend que Springer essaie de mettre en œuvre son plan de centre touristique avec de mauvais moyens, simplement en faisant que ses hommes occupent l'île du Wörthersee. Himmelreich envoie donc ses amis, dont le photographe Rainer, d'abord sur l'île, où les deux parties finissent par s'affronter. En fin de compte, Springer remporte l'élection municipale, mais est persuadé par l'évêque d'accepter la construction d'un orphelinat sur l'île, c'est le seul moyen de gagner des électeurs pour une éventuelle élection au Landtag.

## Fiche technique
- Titre original : Immer Ärger mit Hochwürden
- Réalisation : Harald Vock assisté de Leo Lorez
- Scénario : Harald Vock
- Musique : Gerhard Heinz (de)
- Direction artistique : Lorenz Withalm
- Costumes : Margit Skreiner
- Photographie : Heinz Hölscher
- Son : Peter Beil
- Montage : Eva Zeyn
- Production : Karl Spiehs
- Société de production : Lisa Film, Divina-Film
- Société de distribution : Gloria
- Pays d'origine :  Allemagne de l'Ouest
- Langue : Allemand
- Format : Couleur - 1,66:1 - mono - 35 mm
- Genre : Comédie
- Durée : 92 minutes
- Dates de sortie :
  -  Allemagne de l'Ouest : 12 octobre 1972.

## Distribution
- Georg Thomalla : le père Himmelreich
- Peter Weck : Thomas Springer
- Chris Roberts : Rainer Kurzmann
- Heidi Hansen : Beate Bessen
- Theo Lingen : l'évêque
- Otto Schenk : Oskar
- Eddi Arent : Puncher, le haut fonctionnaire
- Heinz Reincke : Alfred
- Kurt Nachmann : Kalweit, le chef comptable
- Eva Garden : Mascha Weber, journaliste
- Guido Wieland : le bourgmestre
- Carlos Werner (de)
- Ossy Kolmann (de)
- Erich Padalewski
- Gretl Löwinger (de)

## Production
Le film est tourné à Klagenfurt am Wörthersee, Moosburg et Feldkirchen in Kärnten sur une période de trois semaines.
Chris Roberts interprète la chanson schlager Love Me (musique de Werner Twardy (de), paroles de Lilibert) qui sera 21e des ventes en Allemagne.